# Volcán Osorno

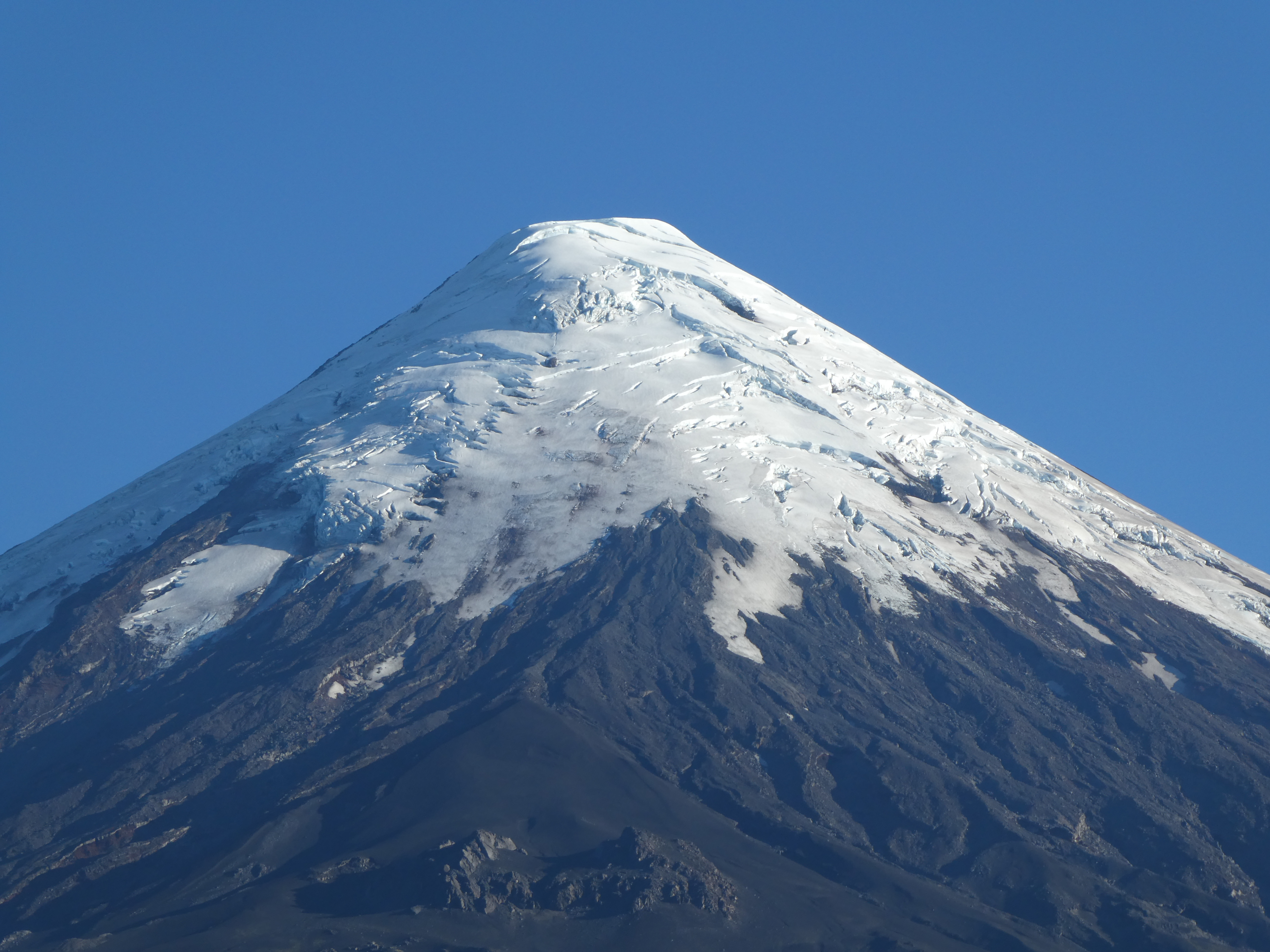
Cima del volcán Osorno con hielo perpetuo, tras el verano austral.

El volcán Osorno es un estratovolcán del sur de Chile que se encuentra en la cordillera de los Andes, al este del lago Llanquihue. Es conocido mundialmente por los paisajes que otorga al ser la puerta de entrada a la Patagonia chilena, siendo el icono visual natural más reconocible de la Región de los Lagos.

## Etimología
Este volcán debe su actual nombre debido a que se indica que era visible para los fundadores españoles desde la relativamente cercana ciudad de Osorno. En tiempos coloniales la población nativa le daba distintos nombres, tales como Purailla, Purarhue, Prarauque, Peripillan, Choshueco, Hueñauca y Guanauca, siendo estos últimos dos nombres los más comunes a mediados del siglo XVIII.

## Descripción
Tiene una altitud de 2652 metros y su imponente rasgo cónico, se levanta majestuoso al lado opuesto de las ciudades de Llanquihue y Frutillar, de las cuales solo las aguas del lago Llanquihue los separan. Su inactividad volcánica se prolonga ya por más de un siglo y cuarto. En sus faldeos existen refugios que permiten en el invierno la práctica del esquí y los deportes blancos. En verano, con el derretimiento de la nieve, reaparecen las fisuras volcánicas que hacen del excursionismo un peligroso deporte, si no se toman en cuenta todas las condiciones necesarias para la práctica de esta disciplina.

### Ubicación
Se ubica a casi 45 kilómetros al noreste de Puerto Varas. Su gran altura hace que pueda divisarse desde toda la provincia de Osorno, hasta incluso en algunos lugares de la isla Grande de Chiloé, con lo cual se constituye en una postal imponente y típica del paisaje de la región. Con su clásico verde oscuro negruzco y adornado con brazos de nieves eternas, su presencia atrae a los miles de turistas que lo visitan cada año. Mirar su cumbre es algo que hipnotiza y hacia allá van las distintas excursiones que intentan ascenderlo. 
Se puede acceder a él desde Puerto Klocker, Ensenada y Petrohué. A sus pies —a orillas del lago Llanquihue— se encuentra la localidad de Las Cascadas.
Los ascensos duran aproximadamente seis horas y en la mayoría de los casos se arman grupos a cargo de un guía local para iniciar los ascensos. Se debe llevar siempre ropas térmicas, anteojos de sol, cremas protectoras, agua y, por supuesto, calzado cómodo para poder subir, además de repelente para los tábanos.

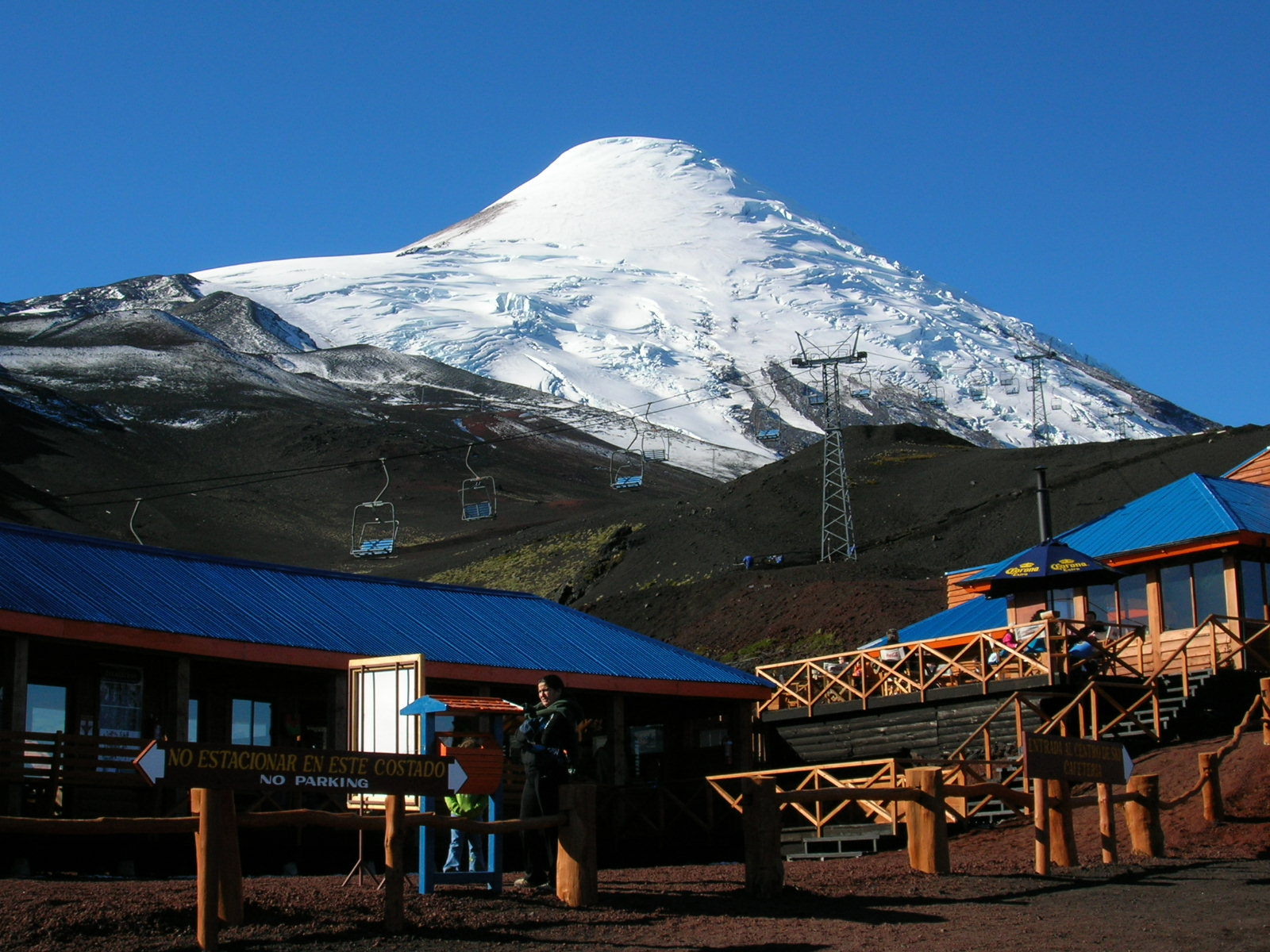
Centro de esquí en sector La Burbuja

### Erupciones
En 1835 Charles Darwin fue testigo, desde Ancud, de una erupción del volcán, que registró, anotó y le hizo sospechar la existencia de una relación entre la actividad simultánea de volcanes geográficamente distantes. Sin embargo, los datos en los que se basaba eran, al menos en parte, errados, pues le reportaron una erupción en el Aconcagua, lo cual era casi imposible, dado que no se trata de un volcán, sino que es un paleovolcán o volcán extinto:

He quedado muy sorprendido al saber más tarde que el Aconcagua, en Argentina, 480 millas más al Norte, se puso en erupción durante la misma noche, y me asombré más aún al llegar a mí noticias de que la gran erupción del Cosiguina, 2700 millas al Norte del Aconcagua, erupción acompañada de un terremoto que se hizo sentir en un radio de 1000 millas, había tenido lugar seis horas después. Es difícil aventurarse incluso a conjeturar si esa coincidencia es accidental o si hay que ver en ello la prueba de alguna comunicación subterránea.

Lleva el número 48 en el catálogo de volcanes del Centro Regional de Sismología para América del Sur (Ceresis).
El 8 de mayo de 2018 el Servicio Nacional de Geología y Minería (Sernageomin) declaró «alerta amarilla» para el volcán debido a la actividad sísmica interna anormal.
En febrero de 2020 el Sernageomin publicó el Ranking de riesgo específico de volcanes activos de Chile 2019. El volcán Osorno quedó clasificado en la sexta posición de un total de 92 sistemas volcánicos activos, quedando en la clasificación «con nivel muy alto de riesgo específico».

## Leyendas asociadas al volcán
Según la mitología araucana, un antiguo y poderoso pillán llamado Peripillán (quien por ser un gran espíritu perverso, fue desterrado y lanzado a la tierra, dando origen a este volcán) habita y está prisionero en el volcán Osorno.
La furia de este volcán igualmente está expresada en la leyenda de Licarayén, leyenda sobre cómo se formó el lago Llanquihue.

## Galería

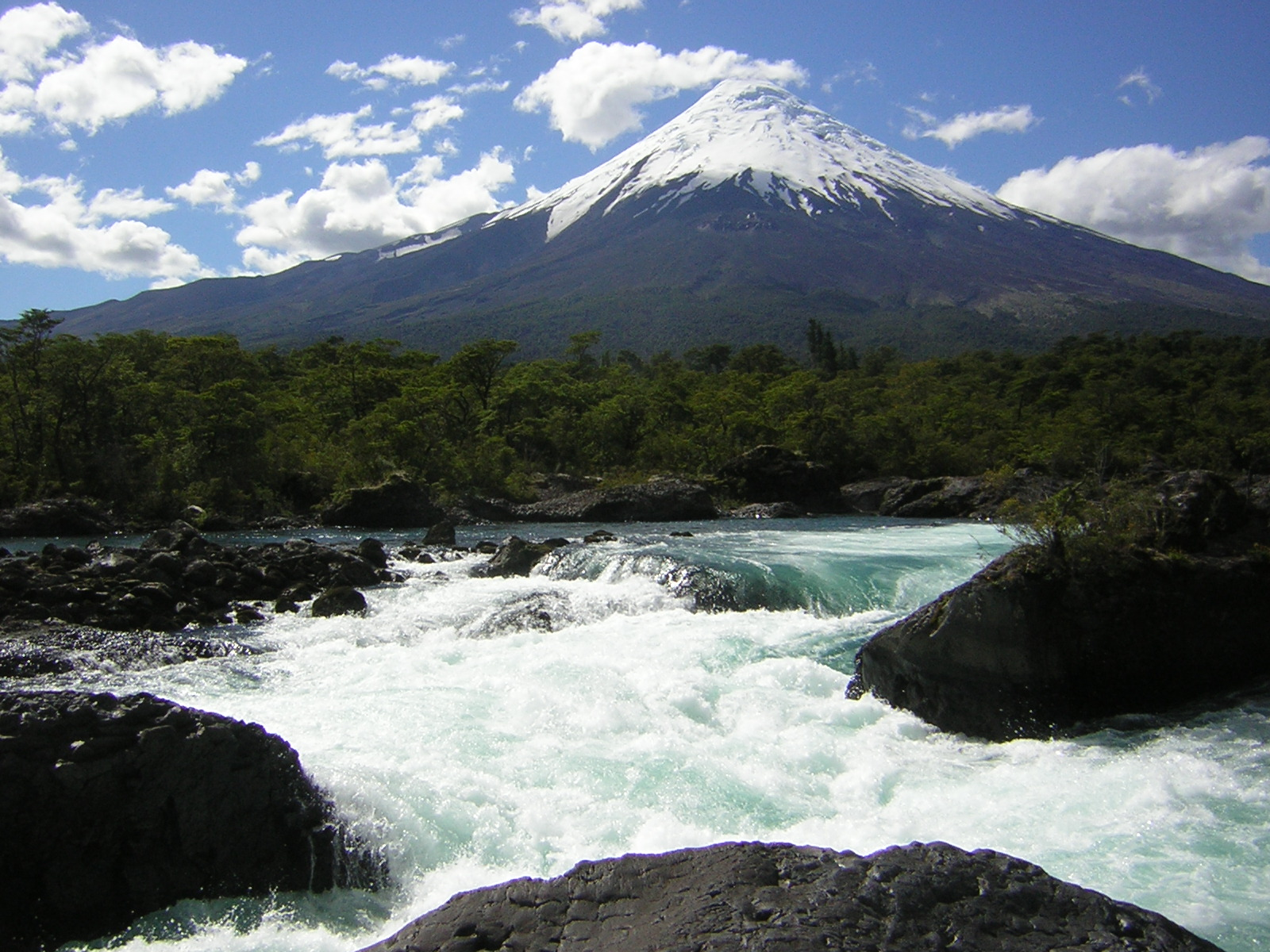
El volcán Osorno y los saltos del Petrohué
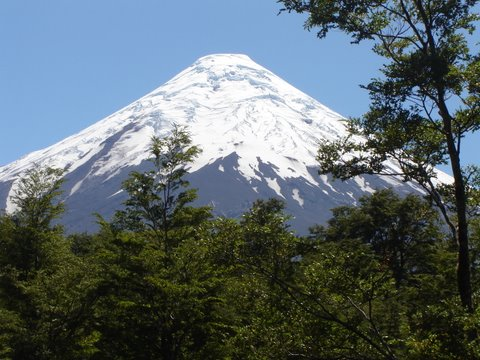
Volcán Osorno visto desde Los saltos del Petrohué
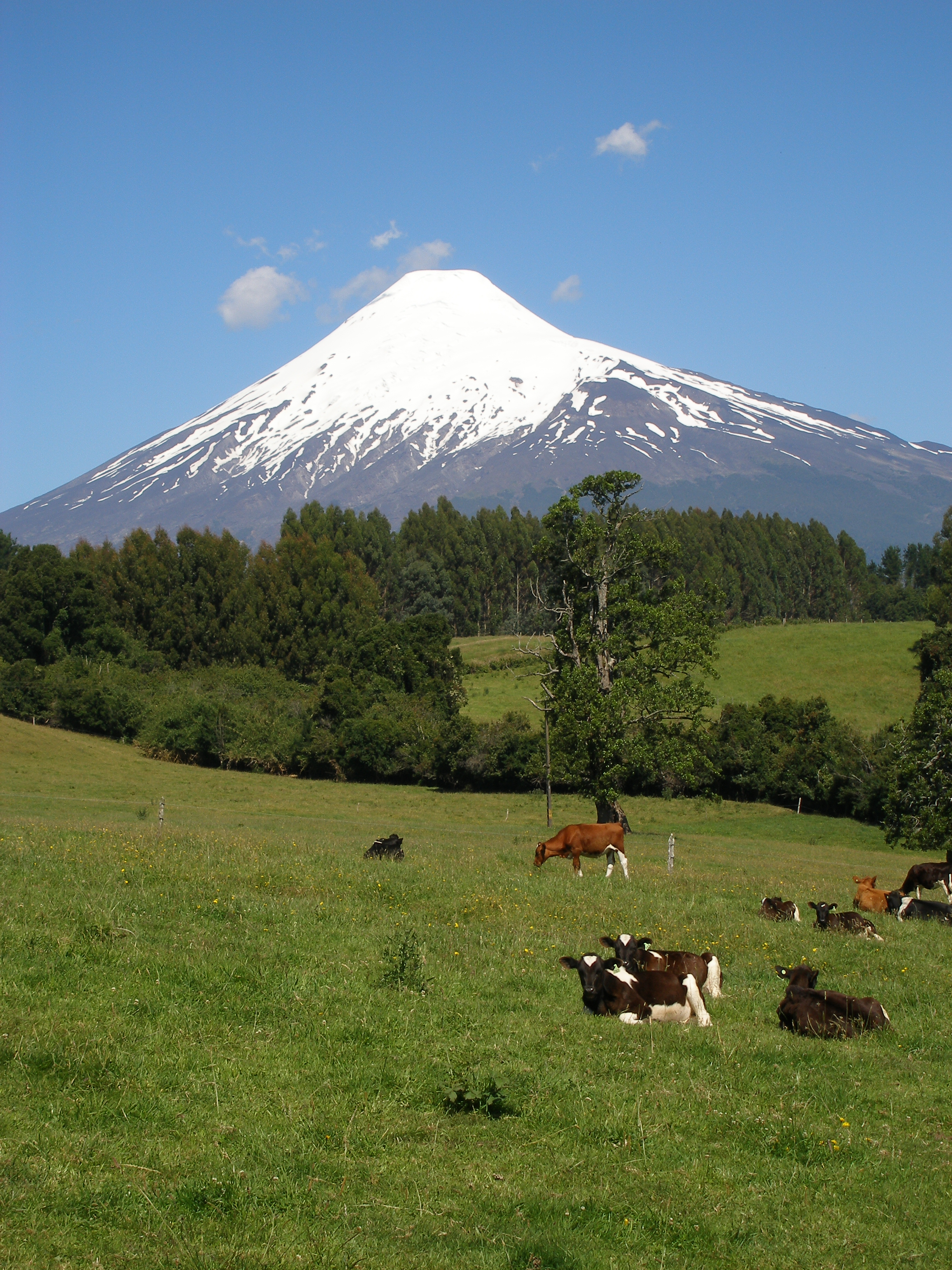
Volcán Osorno cerca de Cascadas
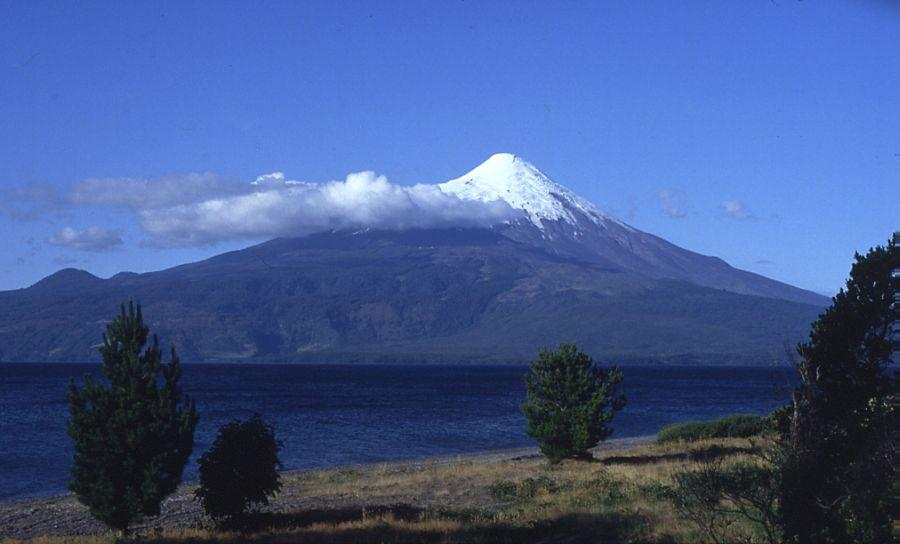
Volcán Osorno desde el lago Llanquihue
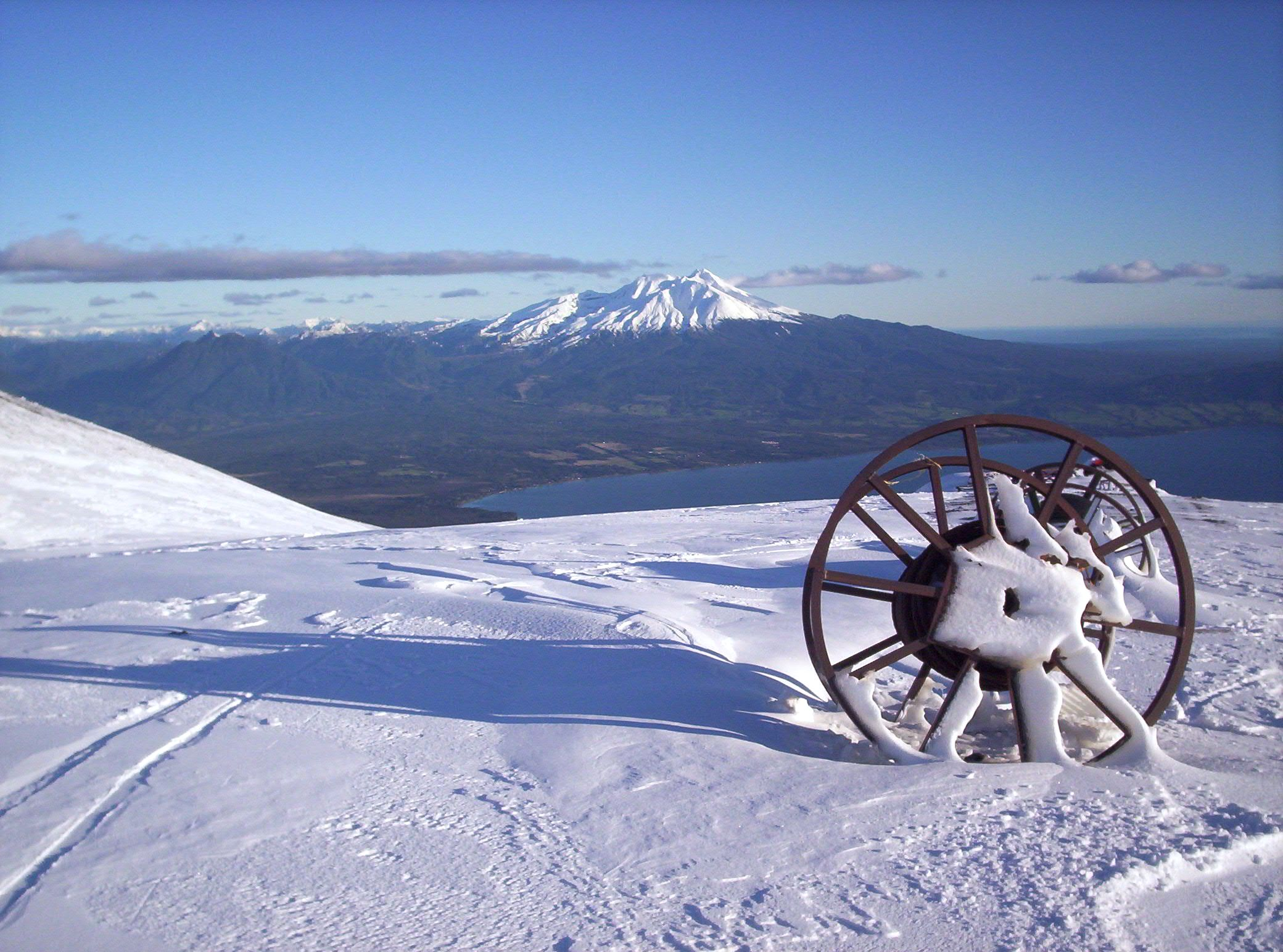
Vista del volcán Calbuco, desde el volcán Osorno
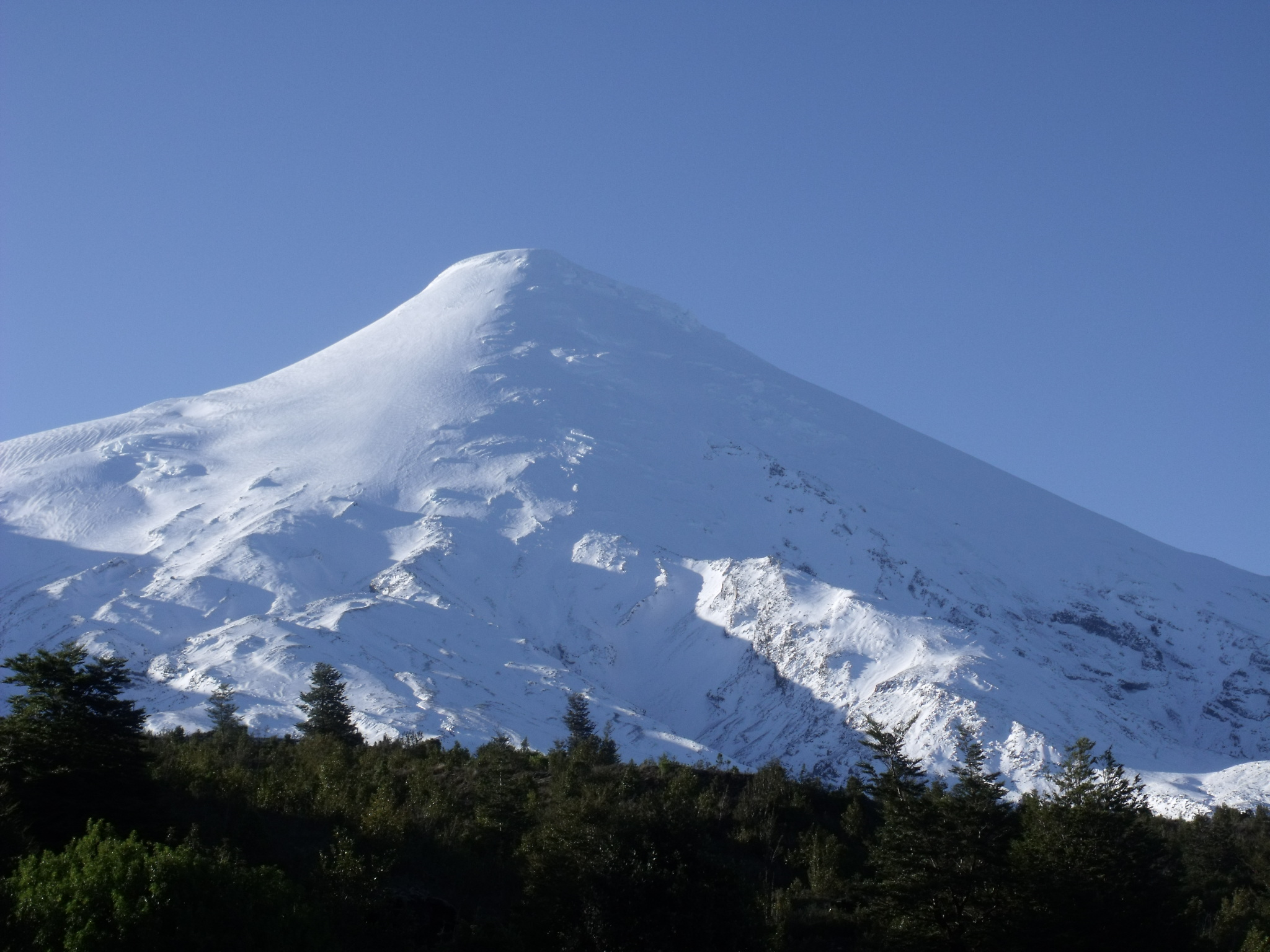
Volcán Osorno visto desde camino hacia Puerto Octay
Volcán Osorno representado en la antigua bandera Región de Los Lagos.
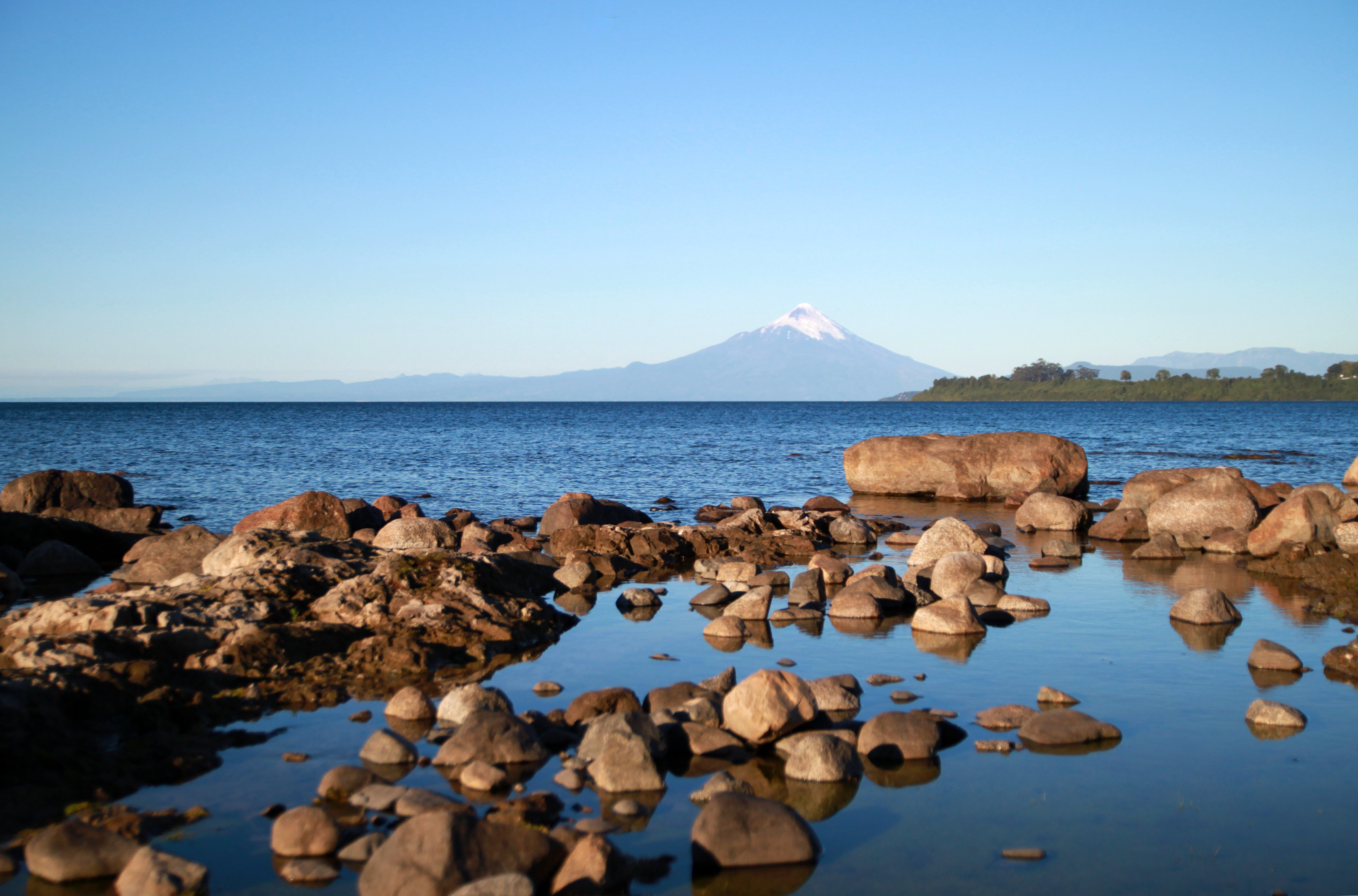
Vista del volcán Osorno desde Puerto Varas
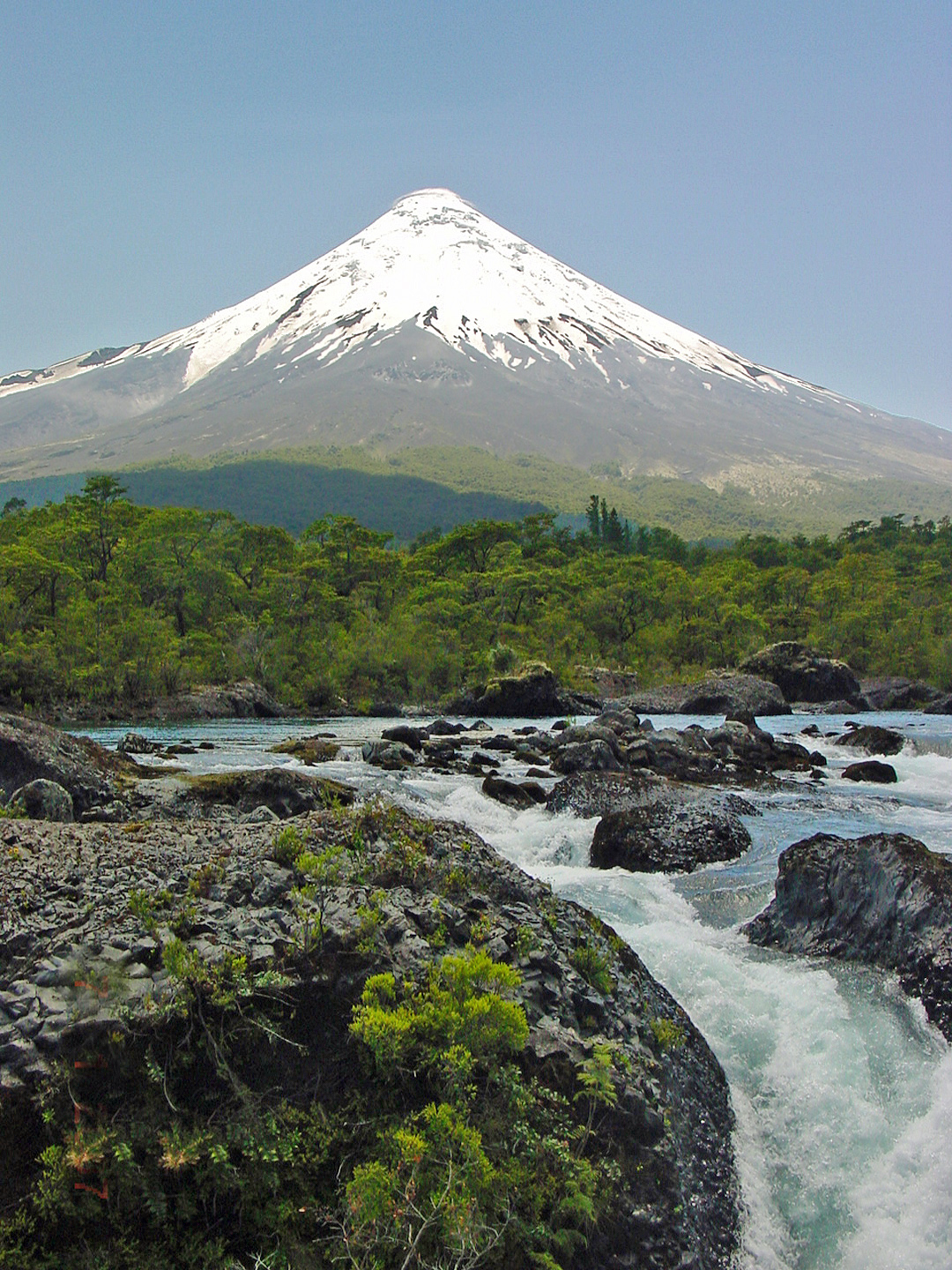
Desde Los Saltos del Petrohué